# إرين أوتول
إرين أوتول هو سياسي كندي ولد في 22 يناير 1973، يشغل حالياً منصب زعيم حزب المحافظين الكندي منذ 24 أغسطس 2020.